# Georg Flemming Lerche (søofficer)
 Der er flere personer med dette navn, se Georg Flemming Lerche.
Georg Flemming Lerche (3. september 1774 på Lerchenborg – 25. april 1809 i Nyborg) var en dansk søofficer, bror til Christian Cornelius Lerche og Carl Georg Frederik Lerche og far til Henrik Georg Flemming Lerche.
Han var søn af gehejmeråd Georg Flemming Lerche og Hedwig "Hedchen" Catharina von Krogh, blev 1780 volontør kadet, 1785 søkadet, 1792 sekondløjtnant, 1798 premierløjtnant, 1799 subaltern indrulleringsofficer i Nyborg og var 1801 chef på kanonbåden Arendal i slaget på Reden.
Hans forhold må have været tilfredsstillende, idet han senere på året blev kammerjunker og chef på kongejagten Markrelen, året efter modtog den i anledning af slaget indstiftede erindringsmedalje.
Lerche blev 1806 kaptajnløjtnant, var 1808 i rokanonbådsflotillen ved København og blev 1809 chef for briggen Alsen i Storebælt. Samme år døde han.
Lerche blev gift 14. februar 1806 i Hillerød med Henriette Cathrine von Levetzow (29. november 1786 på Frederiksborg Slot - 9. marts 1851 i København), datter af amtmand Heinrich von Levetzow.
Han er begravet på Nyborg Gamle Kirkegård.